# Empoasca sororcula
Empoasca sororcula är en insektsart som beskrevs av Irena Dworakowska 1972. Empoasca sororcula ingår i släktet Empoasca och familjen dvärgstritar.
Artens utbredningsområde är Elfenbenskusten. Inga underarter finns listade i Catalogue of Life.